# Friedrich Zipp
Friedrich Zipp (* 20. Juni 1914 in Frankfurt am Main; † 7. Oktober 1997 in Freiburg im Breisgau) war ein deutscher Komponist und Kirchenmusiker.

## Leben
Nach dem Abitur 1933 studierte Zipp in Frankfurt und Berlin Musikerziehung und Kirchenmusik, unter anderem bei Armin Knab. Nach dem Abschluss als Kirchenmusiker im Jahr 1938 arbeitete Zipp als Studienreferendar, Chorleiter und Organist in Frankfurt. Im Jahr 1941 zum Militärdienst eingezogen, geriet Zipp 1945 in amerikanische Kriegsgefangenschaft.
Ab 1945 war Zipp wieder Kirchenmusiker in Frankfurt und arbeitete als freier Mitarbeiter beim Hessischen Rundfunk. Im Jahr 1947 wurde Zipp als Dozent für Tonsatz und Gehörbildung an der Staatlichen Hochschule für Musik in Frankfurt a. M. berufen, wo er im Jahr 1962 zum Professor ernannt wurde. Im Jahr 1977 zog Zipp nach Freiburg i. Br. um, wo er bis zu seinem Tod im Jahr 1997 lebte.

## Werk
Sein außerordentlich breites kompositorisches Schaffen umfasst sowohl geistliche und weltliche Chorwerke, als auch Instrumentalmusik. Darunter befindet sich neben Kompositionen für Orgel und Klavier z. B. „O du lieber Augustin: Metamorphosen im Stil berühmter Komponisten“ auch Kammermusik, sowie Kompositionen für Blechbläserensembles und Orchestermusik.

## Nachlass
Der Nachlass von Friedrich Zipp befindet sich in der Universitätsbibliothek Freiburg.

## Schriften
- De Musica. Gesammelte Aufsätze. Kassel, 1989.
- Vom Urklang zur Weltharmonie. Werden und Wirken der Idee der Sphärenmusik. 2., verbesserte und ergänzte Auflage. Merseburger, Kassel 1998, ISBN 3-87537-216-6.